# Tarazona y el Moncayo
Tarazona y el Moncayo – okręg (hiszp. comarca) w Hiszpanii, w Aragonii w prowincji Saragossa.

## Podział administracyjny
W skład okręgu wchodzą:
- Alcalá de Moncayo
- Añón de Moncayo
- El Buste
- Los Fayos
- Grisel
- Litago
- Lituénigo
- Malón
- Novallas
- San Martín de la Virgen de Moncayo
- Santa Cruz de Moncayo
- Tarazona
- Torrellas
- Trasmoz
- Vera de Moncayo
- Vierlas